# Selenin sodu
Selenin sodu – nieorganiczny związek chemiczny, sól sodowa kwasu selenawego. Występuje jako odmiana bezwodna lub pentahydrat (Na2SeO3·5 H2O).

## Właściwości
Selenin sodu jest ciałem stałym barwy od białej do beżowej (bezwodny) lub bezbarwnym (pentahydrat). Ma właściwości higroskopijne.
Jest rozpuszczalny w wodzie. Wartość pH jego roztworów wodnych wynosi ok. 9 dla stężenia 50 mg/l.

## Synteza
Selenin sodu można otrzymać w reakcji stężonego kwasu selenawego z roztworem wodorotlenku sodu wolnego od węglanów:
H
2SeO
3 + 2NaOH → Na
2SeO
3 + 2H
2O
Po zatężeniu z roztworu krystalizuje sól pięciowodna Na
2SeO
3·5H
2O o czystości analitycznej. Podczas ogrzewania w 40 °C przechodzi w sól bezwodną.

## Zastosowanie
Selen jest niezbędnym mikroelementem dla człowieka, dlatego selenin sodu bywa stosowany jako suplement diety, także w odżywkach dla niemowląt. Europejski Urząd ds. Bezpieczeństwa Żywności określił bezpieczny limit dzienny spożycia na 300 μg.
Selenin sodu jest też stosowany jako środek owadobójczy, z dawką skuteczną na poziomie 10mg/kg.

## Toksyczność
Substancja działa silnie drażniąco na błony śluzowe oczu i dróg oddechowych. Powoduje odoskrzelowe zapalenie płuc oraz obrzęk płuc. Działa toksycznie na wiele narządów: wątrobę, nerki, drogi moczowe, przewód pokarmowy, śledzionę, szpik kostny, serce oraz nerwy.
Ze względu na swoją toksyczność bywa wykorzystywany w próbach samobójczych. 

## Działanie na organizmy wodne
Selenin sodu działa bardzo toksycznie na organizmy wodne.
Dawki śmiertelne dla niektórych organizmów:
- Danio pręgowany 24 mg/l/96 h
- Pstrąg tęczowy 8,1 mg/l/96 h
- Dafnia (rozwielitka) 7,9 g/l/48 h
- Glony 96,6 mg/l/72 h